# Bible de Lübeck
Pour les articles homonymes, voir Lübeck.

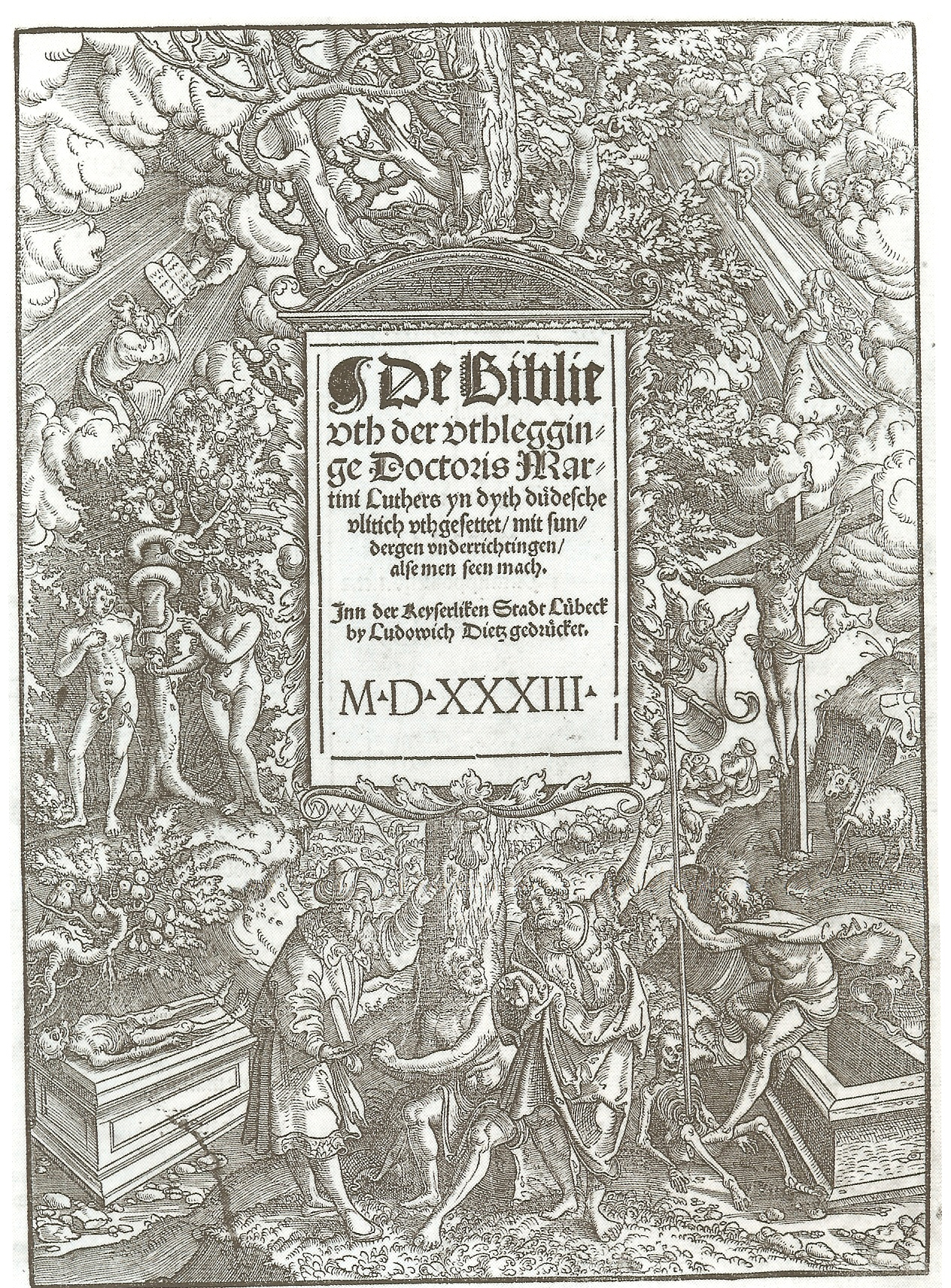
Fronstispice de la Bible de Lübeck

La Bible de Lübeck de 1533-34 est la première édition de la Bible de Luther en bas allemand. Elle est souvent appelée Bible Bugenhagen en hommage à son auteur, Johannes Bugenhagen. Première édition complète de la Bible d’après la traduction de Martin Luther, elle précède de quelques années l'édition classique en vieux haut-allemand, et a fourni la base des autres Bibles d'Europe du Nord.

## Composition
Avec les progrès de la Réforme dans les villes de la Hanse et la proclamation de diverses constitutions ecclésiastiques (ou confessions) à Hambourg, Brême et Lübeck, le théologien Bugenhagen jugea à-propos d'offrir aux croyants un accès direct au texte sacré dans leur propre langue : pour l'Allemagne du Nord, le bas-allemand, malgré ses variantes dialectales, pouvait servir de lingua franca.
Entre 1530 et la fin avril 1532, Bugenhagen séjournait à Lübeck. Cela faisait à vrai dire déjà huit ans (depuis 1524) qu’à Wittemberg il s'était mis à une traduction en bas-allemand du Nouveau Testament. Au cours des dernières semaines de son séjour il se consacra entièrement à la confection de cette Bible. On ignore la part exacte qu'il prit dans la traduction de cette collection de livres. Son nom n'apparaît sur la page de titre qu'en 1545, avec la mention Bugenhagenbibel. Il rédigea la préface de l'édition intégrale, qui est datée du mardi suivant la Pâques de 1532 ; il y signale que les annotations du texte de l'Ancien Testament et les notices introductives (résumés) du Nouveau Testament sont de sa plume, mais que la traduction s'est effectuée entièrement sous la direction de Luther et qu'il faut pour cette raison l’« appeler Bible de Luther. » 
Selon un avertissement de Johannes Draconites transmise par Johann Melchior Goeze, le financement de l’édition a été pris en charge par Joann von Achelen, Gotgen Engelstedt et Jacob Grap, bourgeois de Lübeck, ainsi que par l'imprimeur Ludwig Dietz. Dietz, établi à Rostock depuis 1510, monta à Lübeck un atelier pour l'occasion, et en assura lui-même la direction de 1531 à 1534.
Des intertitres divisent cette Bible en six parties, dont une, le Livre des Psaumes, parut d'abord en édition séparée (1533). Le frontispice indique l'année MDXXXIII, mais dans le colophon l'imprimeur date la fin de l'impression du 1er avril 1534.

## Illustrations
Cette édition est remarquable par la qualité de ses illustrations, de sa typographie et pour le soin généralement apporté à l'impression.
Les illustrations consistent en 79 bois gravés, tous attribués à un certain Erhard Altdorfer, artiste employé par la cour de Schwerin. Le frontispice est clairement inspiré de La Loi et la grâce, œuvre de Lucas Cranach l'Ancien.

## Postérité de la Bible de Lübeck
Comme le bas allemand était la langue d'échange de la Hanse, cette édition devint le prototype des bibles d’Europe du Nord. L'imprimeur Dietz lui-même fut appelé à Copenhague en 1548 par le roi Christian III, et, employant les mêmes caractères mobiles et les mêmes planches gravées que pour la Bible de Lübeck, il y réalisa la Bible du roi Christian III, la première en danois. Son collègue de Lübeck, Jürgen Richolff le Jeune (1494 † 1573) avait préparé dès 1539 une traduction en suédois de la Bible de Lübeck, la « Bible de Gustave Wasa ».

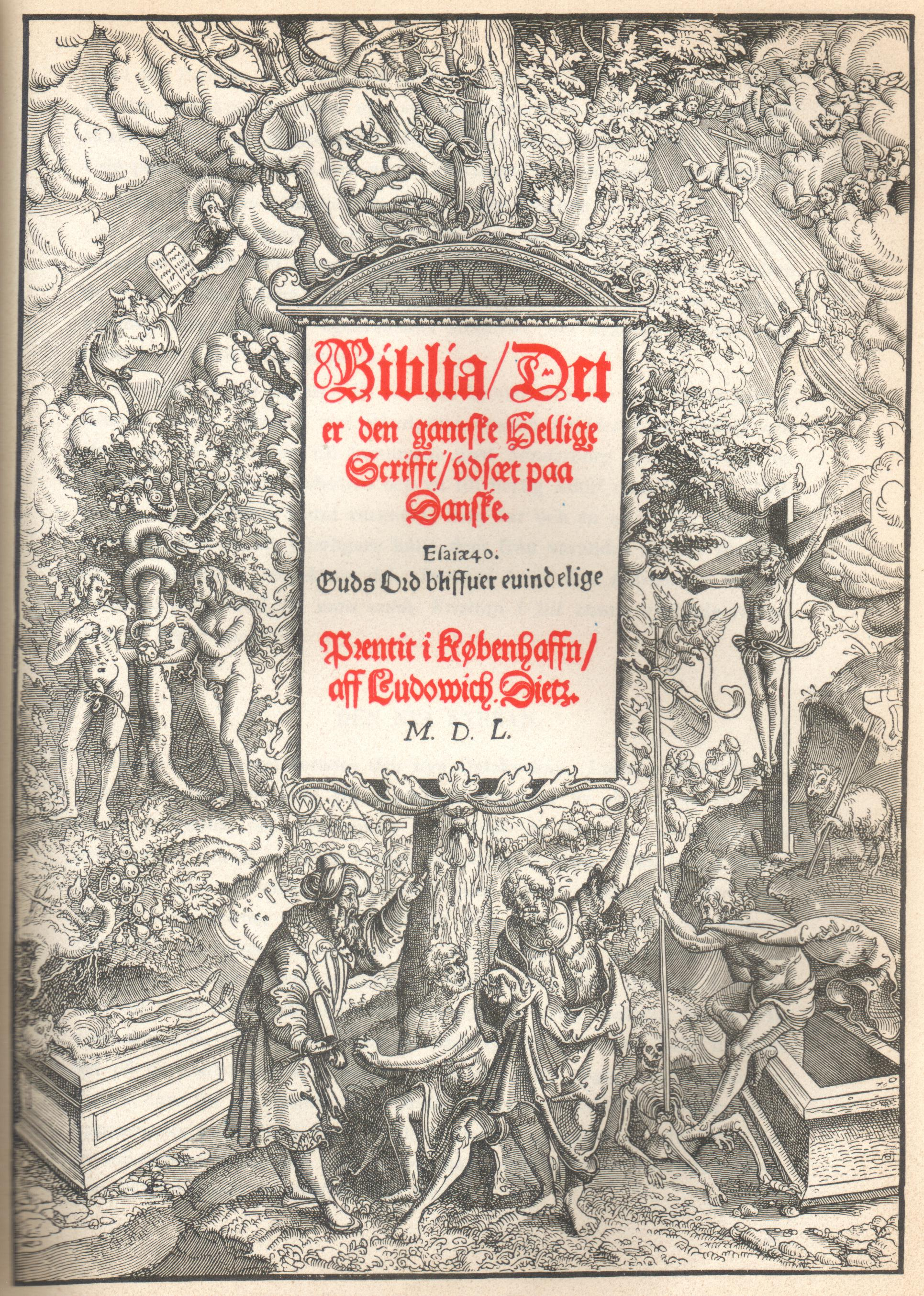
La Bible de Christian III.
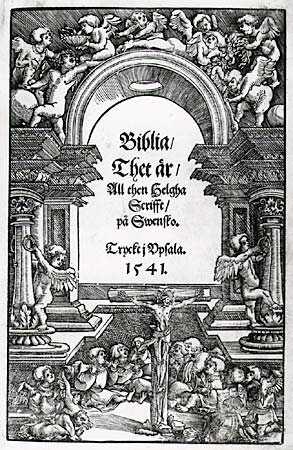
La Bible de Gustave Wasa
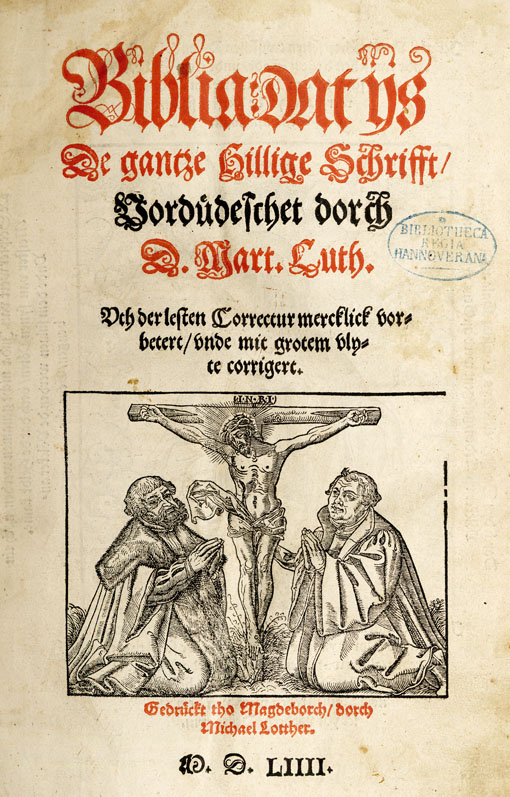
L’édition de Magdebourg (1554)
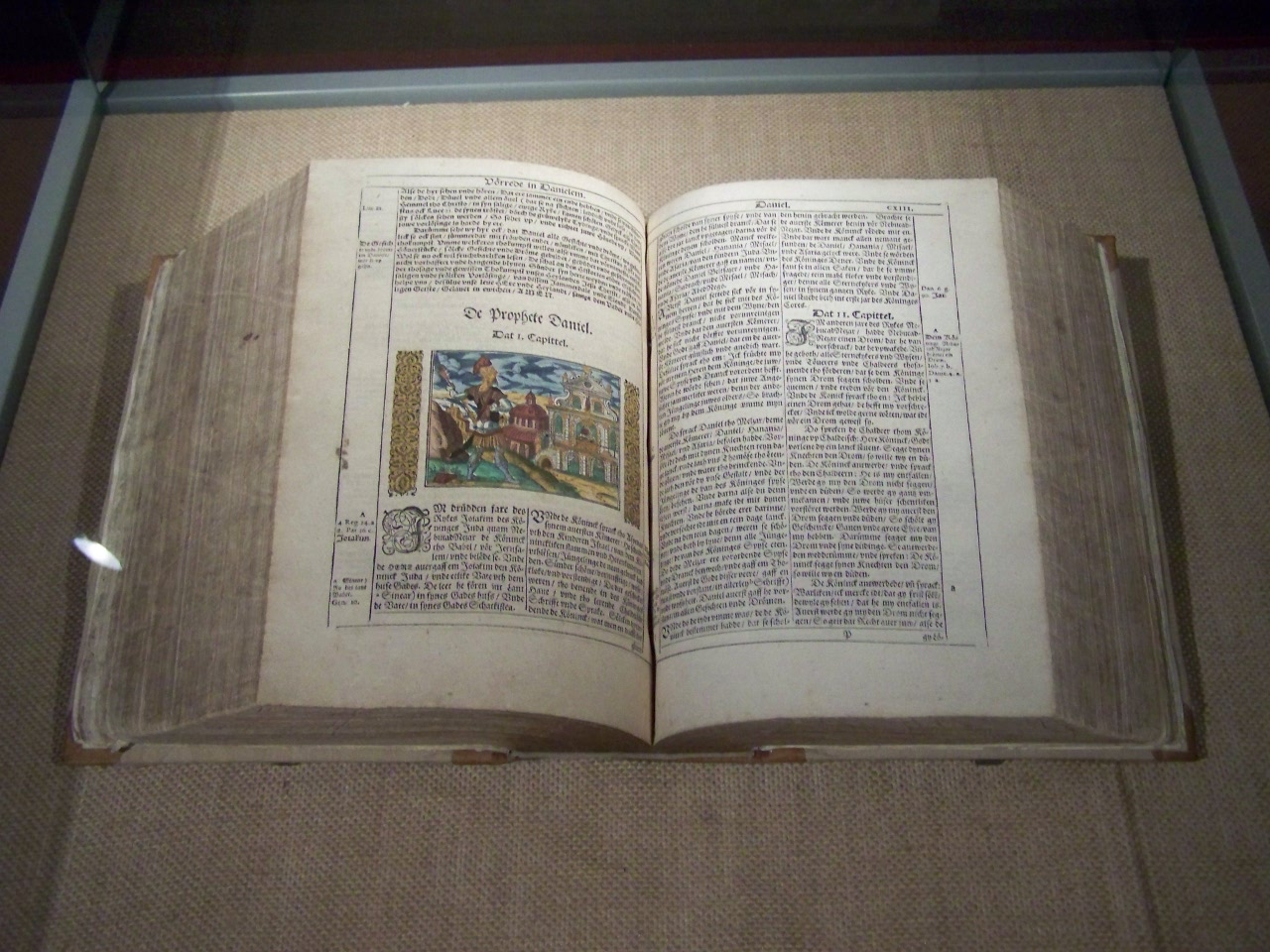
La Bible Barth.

Jusqu'en 1622, on dénombrera vingt-cinq éditions de cette bible, en partie révisées, depuis l'édition de Magdebourg (1534) à celle de Goslar (1621). La Bible de Barth (1588) en est aussi une variante.
Avec la renaissance du bas allemand au XIXe siècle, le pasteur du village de Kropp (non loin de Flensbourg), Johannes Paulsen, réédita avec Klaus Groth la « Bible Bugenhagen » ; leur version modernisée du Nouveau Testament parut en 1884.

## Conservation des exemplaires historiques
Plusieurs exemplaires de la Bible de Lübeck de 1533-34 sont toujours conservés en Allemagne à la Bayerische Staatsbibliothek de Munich (une numérisation est prévue) ; à la Staatsbibliothek Preussischer Kulturbesitz de Berlin ; à la bibliothèque municipale de Brunswick ; à la Sächsische Landes- und Universitätsbibliothek et à la  Thüringer Universitäts- und Landesbibliothek de Iéna ; à Lunebourg, à la bibliothèque universitaire de Rostock ; à la bibliothèque Otto Schäfer de Schweinfurt ; à la bibliothèque régionale de Wurtemberg à Stuttgart, et à la bibliothèque ducale de Wolfenbüttel.